# 新竹市立體育館
24°47′58.1″N 120°58′44.6″E / 24.799472°N 120.979056°E
新竹市立體育館是位於新竹市東區的室內籃球和羽球館，於1997年4月啟用。1樓籃球場可容納4600人，地下樓羽球場可容納900人。本場館為2017年夏季世界大學運動會籃球比賽的場館之一。
為了2017年世大運，進行啟用20年來首度的整修工程於2017年5月27日完工啟用。

## 賽事
- 超級籃球聯賽
- 2017年夏季世界大學運動會籃球比賽

## 交通

### 臺鐵
- 新竹車站

### 機場
- 新竹機場

## 附近觀光商圈
- 北門街商圈
- 後站夜市
- 東南街美食
- 新竹假日花市

## 外部連結
- 場地介紹-新竹市立體育場 （页面存档备份，存于）
- 全國運動場館資訊網[]簡介